# 河内理工大学

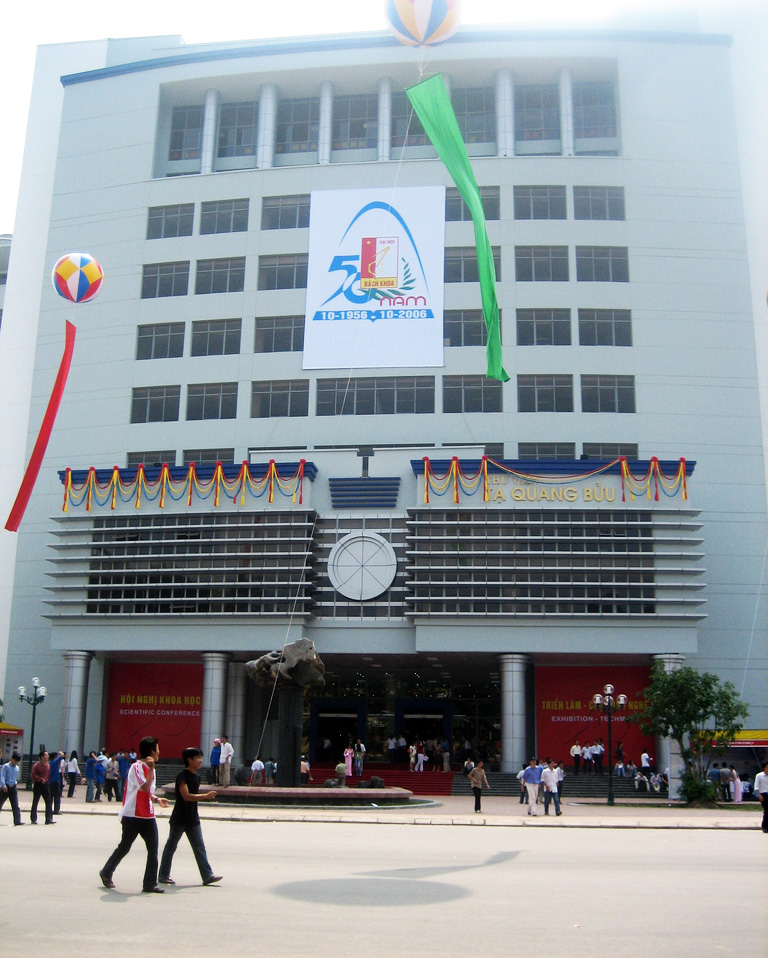
谢光保图书馆

21°00′23″N 105°50′35″E / 21.00639°N 105.84306°E
河内理工大学是越南第一所也是现今规模最大的理工大学，于1956年建立。大学最初的校址在印度支那大学（现河内国家大学）旧校区内。河内理工大学是越南的第五所建立的大学，位在河內醫科大學（1902）、河内国家大学（1904）、越南美术大学（1925）和河内师范大学（1951）之后。越南南北统一后，部分教职工南下援助重建了胡志明市理工大学。

## 院系

### 学院
- 运输工程学院
- 应用数学和信息学院
- 化学工程学院
- 工程物理学院
- 经济与管理学院
- 电气工程学院
- 电子与电信学院
- 工程教育学院
- 外国语学院
- 通信与信息工程学院
- 材料科学与技术学院
- 机械工程学院
- 兼职培训专科学院
- 社会科学专科学院
- 纺织，服装技术和时装设计专科学院
- 体育系

### 研究院
- 生物学与食品科学研究院
- 工程物理研究院
- 环境科学与技术研究院
- 热工程与制冷研究院
- 国际材料科学培训研究院
- 自动化研究中心
- 理工网络安全中心
- 生物医学电子中心
- 工业软件开发与应用中心
- 色谱教育与发展中心
- 高性能计算中心
- 高科技研究与发展中心
- 管理学研究和咨询中心
- 人才培养中心
- 科技创新中心
- 腐蚀与防护研究中心
- 无机材料研究中心
- 多媒体信息、通信与应用研究院
- 国际培训计划中心
- 韓國生產技術研究院-河内理工大学中心
- 图书馆学与信息网络中心
- 材料科学中心
- 聚合材料学中心
- 综合技术公司
- 精密机械研究中心
- 可再生能源研究中心

## 伙伴院校
- ：悉尼科技大学、蒙纳士大学、拉筹伯大学、墨尔本皇家理工大学
- 比利时：布鲁塞尔自由大学、荷语天主教鲁汶大学、列日大学
- 加拿大:蒙特利尔工程学院
- 中國：清华大学、哈尔滨工业大学、北京科技大学
- 芬兰：拉赫蒂应用科学大学（英语：Lahti University of Applied Sciences）
- 法國：巴黎第六大学、巴黎综合理工学院、國立應用科學學院
- 德国：德累斯顿工业大学、达姆施塔特工业大学、汉诺威大学、弗莱贝格工业大学、斯图加特大学、莱比锡大学
- 日本：東京工業大學、岐阜大學、北陸先端科學技術大學院大學
- ：建國大學、高麗大學、韩国科学技术院、首爾大學、浦項工科大學、慶北大學、慶北大學
- 俄羅斯：莫斯科国立大学、托木斯克國立大學、聖彼得堡國立電子科技大學
- 新加坡：新加坡国立大学、南洋理工大学
- 瑞典：查爾摩斯工學院
- 臺灣：國立清華大學、國立臺灣科技大學、國立虎尾科技大學、健行科技大學
- 美国：特洛伊大学、伊利诺伊大学厄巴纳-香槟分校、佛罗里达大学、加利福尼亞州立大學

## 知名校友
- 范家謙，前越南科技部长（1996–1997），前越南副總理（1997–2011），前越南外交部长（2006–2011）
- 黄忠海，前越南副總理（2007–2016），河内党委书记（2016-2020）
- 阮河东，遊戲Flappy Bird的设计者。

## 图册

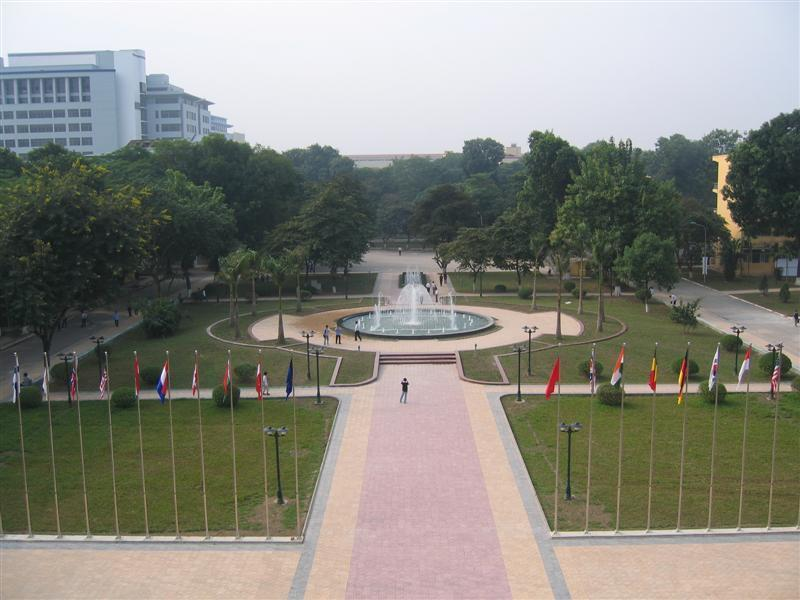
C1主广场
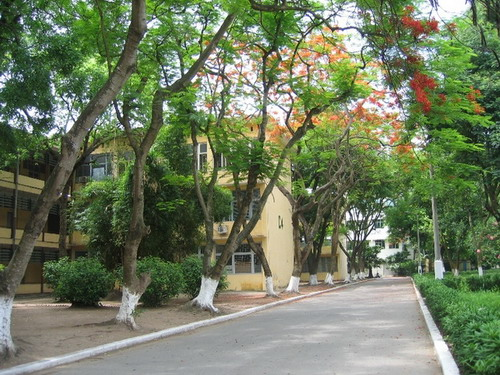
校区小路
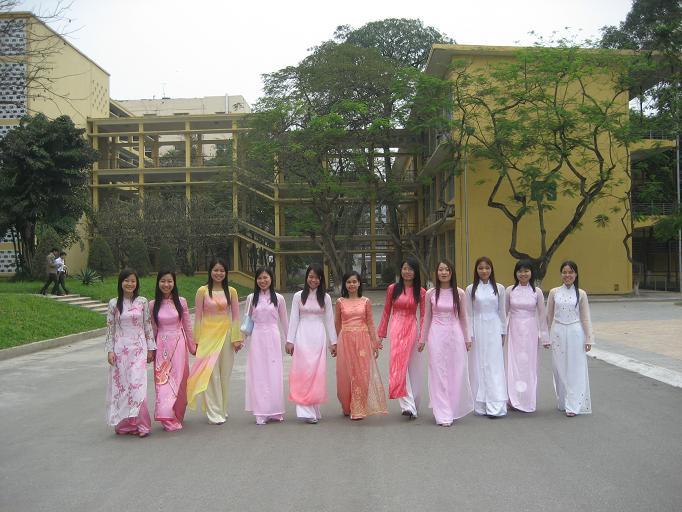
穿着奥黛的学生

## 參閱
- 越南大學列表